# Gjutjärnsspis

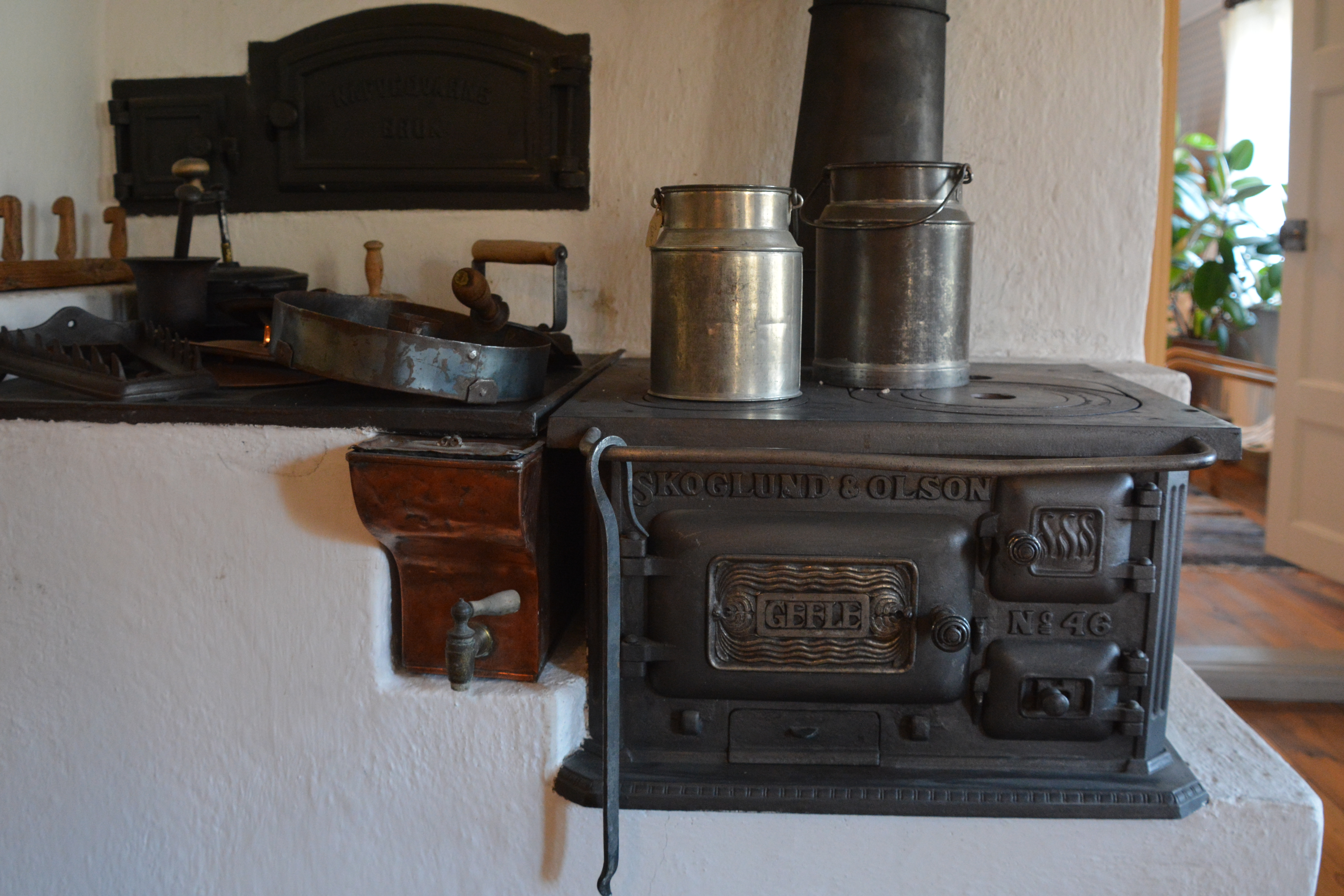
Gjutjärnsspis från Skoglund & Olson i Gävle i Ställdals gård

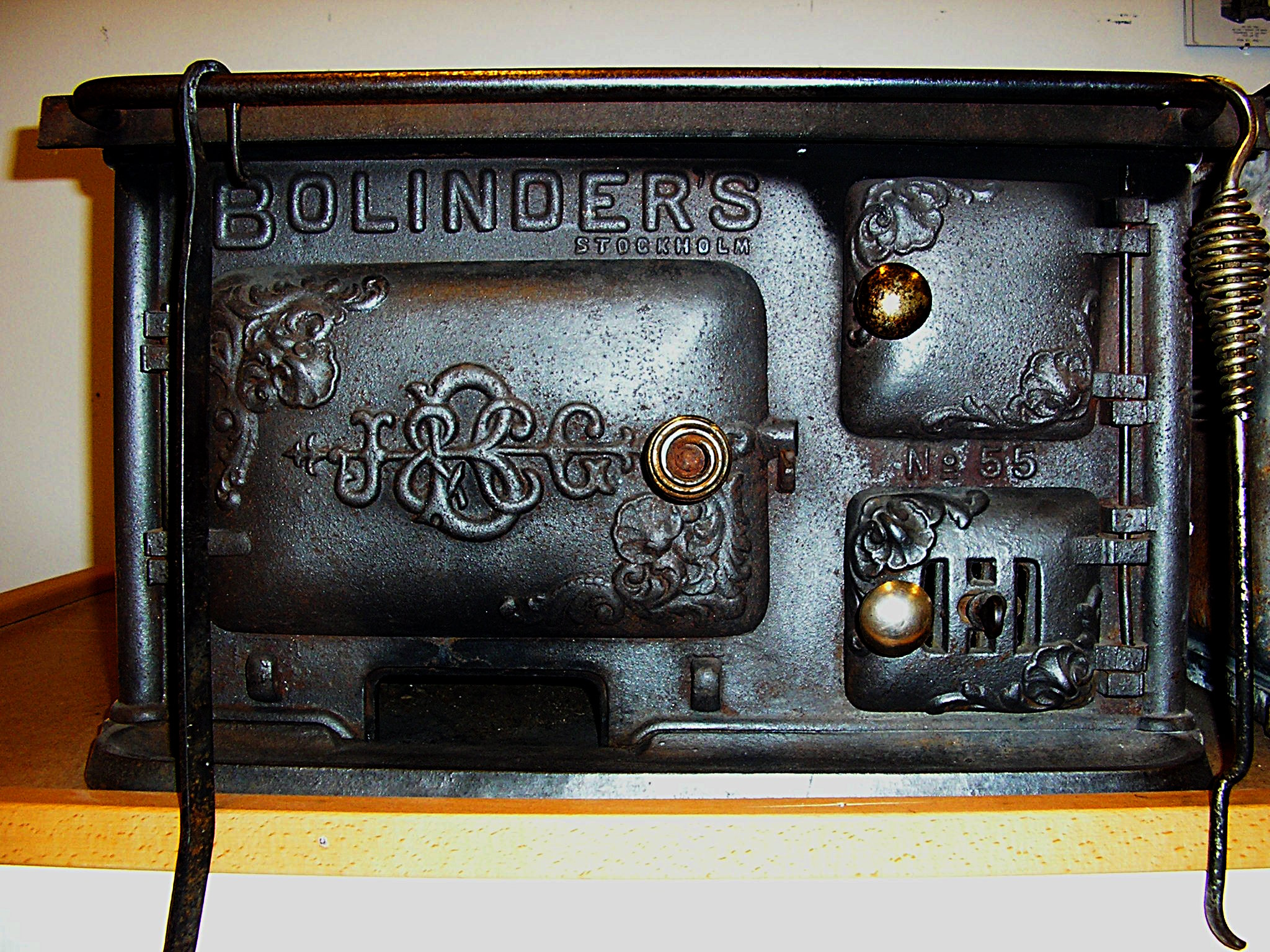
Vedspis för inbyggnad från Bolinders

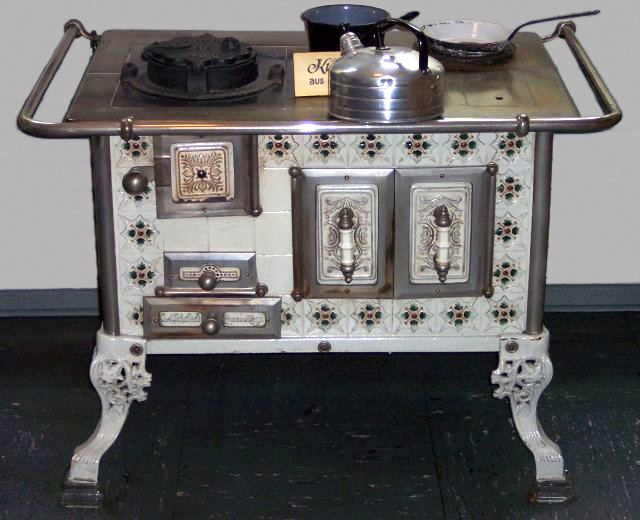
Koleldad fristående spis från Tyskland

En gjutjärnsspis är en sluten eldstad för ved-, kol- eller kokseldning, som konstruerades under första hälften av 1800-talet och som påtagligt förändrade matlagningen och energiåtgången i hemmen. En gjutjärnsspis värmde bättre, och använde betydligt mindre mängd bränsle, än en öppen eldstad. Den gav förutom värme för matlagning och ugnsbak även rumsuppvärmning, med energi lagrad i själva spisen och i murstocken. Införandet av slutna spisar medförde också att röken samlades upp bättre i skorstenen än röken från en öppen eldstad. Nackdelen med gjutjärnsspisen var att den, till skillnad från den öppna härden, inte avgav något ljussken.
Gjutjärnsspisar har ofta inbyggd bakugn och kan vara utrustade med en cistern för varmvattenhållning, normalt av koppar. Gjutjärnet klarar ett dramatiskt temperaturomfång och hastiga temperaturförändringar.

## Konstruktion
I Sverige blev den förhållandevis lilla köksspisen för inbyggnad den mest populära typen. Den var i princip färdigkonstruerad i slutet av 1800-talet. Ett normalt höjdmått för en sådan spis är omkring 36 centimeter, och den kan vara ungefär 60 centimeter bred och upp till 60 centimeter djup och väga omkring 140 kilogram. Värmeeffekten på en normal köksspis är ungefär 4,7 kW. 
Spisen består av ungefär 25 gjutna delar, samt ett tjugotal spisringar. På framsidan finns eldlucka, ask- och dragregleringslucka, bakugnslucka och sotlucka. För att hantera ringar och luckor användes en spiskrok, och dessutom behövdes en askraka och en skyffel för att tömma spisen på aska.
Ugnens överdel är belagd med en blandning av eldfast lera och sand för att ugnen ska hålla jämn värme. Spisens ugn blir upp till 300 grader varm. 
Spisen matas med förhållandevis små vedmängder i taget och kan ha en brinntid på uppemot fem timmar.

## Tillverkning i Sverige
Bergsunds Mekaniska Verkstad och Kungsholmens Mekaniska Werkstad i Stockholm var på 1830-talet de första tillverkarna i Sverige, följd av Motala Verkstad 1840. Det första patentet i Sverige för köksspisar fick fabriksidkaren Victor Sjöberg på Kungsholmen i Stockholm i september 1830 för fem års tid för "sätt, att der slutna eldstäder användas, afhjelpa inrökning i köksspisar". Han fick 1840 ett patent under åtta års tid för en köksspis med inbyggd stekugn. Victor Sjöberg fick också 1852 ett patent på förbättrad konstruktion av köksspisar och strykugnar med slutna eldstäder. Förutsättningen för gjutjärnsspisen var att masugnsteknologin under denna tid utvecklades och gav mer användbar råvara.
Gjutjärnsspisar tillverkades vid ett stort antal gjuterier under senare delen av 1800-talet. Wilhelm Tham på Husqvarna tog på 1880-talet patent på en förenklad och modernare variant (Husqvarna 22), som företaget började tillverka 1885. I slutet av seklet var Husqvarna, Bolinders, Norrahammars bruk och Näfvekvarns bruk de ledande tillverkarna av vedspisar i landet.

## Ersättning med gas- och elspisar
Gjutjärnsspisens popularitetsperiod varade i ungefär hundra år. Under 1940-talet utvecklades den genom att förses med emaljerade fram- och sidostycken, och öka i storlek. Vedspisar togs dock successivt ur bruk i Sverige under första hälften på 1900-talet. Gjutjärnsspisar efter 1800-talsmodell tillverkas fortfarande i begränsat antal.

## Svenska tillverkare av och varumärken för gjutjärnsspisar i urval
- Alfa Velox
- Ankarsrum
- Bergsund
- Bolinder
- Braås
- Breven
- Ebbes bruk
- Gavleverken
- Husqvarna
- Idun (Husqvarna)
- Häfla bruk
- Klavreström
- Kockum
- Lingbo
- Motala Verkstad
- Norrahammar
- Norrhult
- Näfvekvarn
- Kungsholmens Mekaniska Werkstad (Samuel Owens verkstad)
- Rottneros Bruk
- Skillingaryd
- Skoglund & Olson
- Thermia
- Torps Werkstad
- Viking
- Åkers styckebruk
- Josef Davidssons